# Jean-Pierre Fougeat
Jean-Pierre Fougeat est un pêcheur français né le 9 juillet 1951, licencié à la Fédération française de pêche sportive au coup, habitant à Montpellier.
Il a participé aux championnats du monde sur une période de 29 années (1971-2000), et aux championnats de France entre 1970 et 2000.
Il cesse la compétition internationale en 2001, puis signe une gamme de cannes à pêche en 2003.
Il est désormais adepte de la pêche au large en mer Méditerranée.
En 2011, il prend la direction de l'équipe de France seniors de pêche au coup comme responsable technique, avec Jean-Pierre Misseri pour manager général.
Sa maman a été championne de France en 1980, et 3e du championnat en 1969.
son beau père : Claude Villet a un palmarès au coup et en mer avec de nombreux titres  inter
nationaux

## Palmarès*
- Champion du monde de pêche sportive au coup en eau douce individuel en 1978 (Vienne);
- Champion du monde de pêche sportive au coup en eau douce individuel en 1988 (Damme);
- Septuple Champion du monde de pêche sportive au coup en eau douce par équipes en 1972 (Prague), 1974 (Gent), 1975 (Bydgoszc), 1978, 1979 (Saragosse), 1981 (Luddington), et 1990 (Maribor);
- 3e des championnats du monde de pêche sportive au coup en eau douce individuel en 1974, et 2000 (Florence);
- Champion de France de pêche au coup individuel en 1973, 1985, et 1989;
- Champion de France au coup par clubs;
- Champion de France au coup de deuxième division nationale en 1994;
- Vainqueur du Grand National en 1996;
- Vice-champion de France de pêche au coup individuel en 1997, et 1998;
- 2e du Grand National en 1986;
- 3e du championnat de France de pêche au coup individuel en 1972, 1974, 1982, 1983, et 1994.

## DVDthèque
- Les secrets de la pêche au coup avec J-P. Fougeat, 2005, réalisation Cyril Morat.